# Jahfar Muataz
Jahfar Muataz (født 1992 i Bagdad i Irak) er en dansk filminstruktør med irakisk baggrund. Han har blandt andet instrueret kortfilmene Partisan og Det ottende sakramente og har i 2025 sin debut som spillefilminstruktør med actionthrilleren Hele vejen, der foregår i Københavns kriminelle underverden.

## Opvækst
Jahfar Muataz blev født i Bagdad i Irak, men kom med sin familie til Danmark, inden han var fyldt et år. Familien flygtede fra Irak og kom først til Esbjerg, men flyttede hurtigt til København, hvor familien boede i Mjølnerparken på Nørrebro. Da Jahfar var ti år, flyttede familien til Syrien i et par år, men vendte så tilbage til Danmark. Efter Saddam Husseins død i 2006 flyttede familien tilbage til Bagdad et par år. Livet i Irak var dog meget kaotisk, og Jahfar blev selv vidne til både skyderier og kidnapninger på gaden under opholdet. Som stor teenager kom Jahfar tilbage til Danmark for tredje gang med familien. Flytningerne frem og tilbage mellem Mellemøsten og Danmark gav en følelse af splittelse mellem to kulturer: I Danmark blev Jahfar set som en indvandrer med anden etnisk baggrund, mens han i Syrien og Irak blev betraget som en fremmed, fordi han var formet af det danske samfund. Jahfar har dog også sagt, at han mener, at baggrunden med de meget forskelligartede erfaringer og følelser er en fordel for ham som filmskaber.
Mens Jahfars forældre var henholdsvis blomsterhandler og grønthandler, blev han selv som teenager meget interesseret i film og filmskabelse. Efter at have set en kortfilm, Jahfar havde lavet på egen hånd, inviterede instruktøren Ulaa Salim ham med som produktionsassistent på sin spillefilm Danmarks sønner. Samtidig instruerede Jahfar boksedramaet Partisan, der blev vist på kortfilmfestivalen i Odense i 2019. Partisan gjorde, at han blev optaget på Super16-uddannelsen.

### Karriere
Muataz lavede under sin uddannelse førsteårsfilmen Kaboos om den biologistuderende Amna, som plages af mareridt og vågner plaget af søvnparalyse. Samtidig viser filmen også Amna som en person, der er splittet mellem to kulturer. Hun bærer tørklæde, når hun besøger moskeen sammen med sin familie, men lader håret svæve frit, når hun er på egen hånd. Filmen blev af Filmmagasinet Ekkos anmelder kaldt "den bedste danske horror-kortfilm, jeg til dato har set". I 2021 lavede han kortfilmen Det ottende sakramente og afgangsfilmen Splittet. Sidstnævnte bygger også på selvbiografisk stof, hvor Baider Al Jasim spiller hovedpersonen Malik, der har irakisk ophav, men er opvokset i Sverige og føler sig fremmedgjort, da familien efter Saddam Husseins fald vender tilbage til Irak.
I 2025 spillefilmdebuterer Muataz med actionthrilleren Hele vejen, hvor Afshin Firouzi i hovedrollen som Cairo spiller en tidligere kriminel, der nu arbejder som bandeexit-konsulent og kommer på en rejse tilbage til Københavns underverden, da hans nevø forsvinder sporløst.

### Privatliv
Muataz er gift og bor på Amager (pr. 2020).

### Filmografi
Udvalgte film krediteret hos Det Danske Filminstitut og Internet Movie Database:
- Partisan (2019, kortfilm)
- Danmarks sønner (2019, instruktørassistent)
- Det ottende sakramente (2021, kortfilm)
- Splittet (2022, kortfilm)
- Hele vejen (2025, debut som spillefilminstruktør)